# Laâyoune-Sakia El Hamra
Laâyoune-Sakia El Hamra (in arabo: العيون - الساقية الحمراء, in berbero: ⵍⵄⵢⵓⵏ-ⵙⴰⵇⵢⴰ ⵍⵃⴰⵎⵔⴰ) è una delle 12 Regioni del Marocco, nel Sahara occidentale, in vigore dal 2015.
La regione comprende le prefetture e province di:
- Provincia di Boujdour
- Provincia di Laâyoune
- Provincia di Smara
- Provincia di Tarfaya